# Bagdadbatteriet

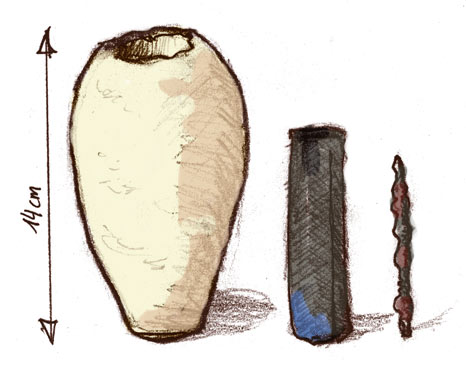
Bild av de tre delarna i Bagdadbatteriet.

Bagdadbatteriet är namnet givet till en av fyra keramiska krukor som hittades tillsammans. Krukan som gavs namnet Bagdadbatteriet hade till skillnad från de andra krukorna en kopparcylider i sig, i vilken en stav av järn fanns. De fyra krukorna hittades 1936 vid en utgrävning i Khujut Rabula utanför Bagdad. Platsen för fyndet ligger i närheten av den historiska huvudstaden Ktesifon för de partianska (150 f.v.t. – 223 e.v.t.) och sasanidiska (224 – 650 e.v.t.) rikena, och antas ha skapats under någon av dessa tidsperioderna.
Syftet med krukorna är okänt än idag. Wilhelm König, chef över Iraks nationalmuseum, antog vid tiden för fyndet att det kunde röra sig om en möjlig förhistorisk galvanisk cell, använd för elektroplätering eller någon form av elektroterapi. Det finns dock inga andra kända föremål från tiden för krukorna som påvisat kunskap om samtida galvanoplastik, och påståenden därom avvisas bland arkeologer. Inom vetenskapliga kretsar antas kärlen använts som förvaring för heliga textrullar, då det i en av krukorna fanns sådana.
Inom pseudovetenskapliga, pseudohistoriska och pseudoarkeologiska kretsar påstås att fyndet är ett batteri. Bland annat Erich von Däniken har kopplat samman batteriet och de andra krukorna med pseudovetenskapliga teorier om "Ljuset i Dendera", som påstås visa att antikens egyptier hade glödlampor för att lysa upp kryptor. Alla försök att replikera det så kallade batteriet har emellertid krävt att konstruktionen byggts annorlunda för att den skulle kunna generera ström.

## Historia
Det var den tyske arkeologen Wilhelm König som 1938 konstaterade att föremålen från utgrävningarna skulle kunna vara en galvanisk cell. Sedermera fann han flera andra liknande föremål från tidigare utgrävningar, vilka arkiverats och satts i förvar på museet i Berlin. Resultaten publicerades först 1940 och möttes med stor skepsis. Efter andra världskrigets slut fick artefakterna ökat intresse bland arkeologerna. Det skall dock noteras att dagens galvaniska celler härstammar från upptäckter gjorda på 1700-talet av Alessandro Volta.

## Konstruktion
Föremålet är en cylinderformad kopparflaska, 9,8 cm lång och 2,6 cm i diameter. Höljet, som kunde fungera som ena elektroden, består av tunn kopparplåt, som böjts och lötts samman. Lödtennet är en legering av 60 procent tenn och 40 procent bly. Innerst finns en järnstav som isoleras från kopparcylindern med asfalt, en möjlig elektrod. En tidig kopia gjordes av F.M. Gray vid General Electric, och han fann att kopparsulfat var en utmärkt elektrolyt – man kunde ha använt en syra såsom vinäger eller vin. Repliker som konstruerats i modern tid genererar en spänning på 0,8–0,9 volt.
Ett problem är att den ena polen inte är synlig på utsidan av fyndet. Som det är konstruerat så går det inte att använda som ett batteri, utan alla rekonstruktioner har modifierat designen.

## Syftet
Användningsområdet är omtvistat och osäkert. En användning kan ha varit elektrodeposition av metaller, till exempel elektroplätering där man övertäcker metallföremål med ett tunt guldlager. Några sådana pläterade föremål har inte påträffats, och metoden blev vad vi vet känd först på 1830-talet. En annan hypotes, dels baserad på att kineser fortfarande använder elektricitet i akupunktur, dels de bevarade skrifter som nämner att greker använde elektriska ålar för att stilla smärta, är att kopparflaskan använts i medicinskt syfte – trots att dåtiden använde andra, mer effektiva, smärtstillande medel, som cannabis, opium och vin. Ännu en teori föreslår att det laddade batteriet förvarats inuti en idol (staty) av en gudom, varpå idolen blev elektrifierad och kan på så vis ha blivit förmögen att ge besökare som rörde vid den små stötar.